# Grandes éxitos y fracasos
Grandes éxitos y fracasos es una serie de recopilatorios de Extremoduro. Consta de dos volúmenes, Episodio primero y Episodio segundo, editados en 2004  por DRO. Los temas correspondientes a los cuatro primeros discos de Extremoduro fueron grabados de nuevo con medios mejores de los que disponían, y algunos de los nuevos fueron remezclados. También se publicó una caja recopilatoria que contiene los dos episodios, el DVD de la Gira 2002 y un tercer CD titulado Canciones sin voz.

## Grandes éxitos y fracasos (Episodio primero)
La discográfica quería publicar un recopilatorio sobre la banda, pero ésta decidió que muchas de sus canciones necesitaban ser regrabadas total o parcialmente. La grabación se inició cuando todavía Diego Garay estaba en la banda. La banda necesitó varios años para tener listo el recopilatorio (que se lanzaría en dos episodios) ya que debían compaginar la grabación con el lanzamiento de álbumes de Extremoduro, Platero y Tú y Extrechinato y Tú, además de varias giras de conciertos. Finalmente se publica el 3 de mayo de 2004, al tiempo que lo hace el álbum en vídeo Gira 2002. Varios años después, y con motivo del éxito cosechado en la gira Robando perchas del hotel, se lanzó en noviembre de 2012 en Argentina en formato físico.

### Lista de canciones
| N.º | Título                                                | Escritor(es)                     | Duración |  |
| 1.  | «No me calientes que me hundo [4]»                    | Roberto Iniesta                  | 2:52     |  |
| 2.  | «Jesucristo García [4]»                               | Roberto Iniesta                  | 4:36     |  |
| 3.  | «Pepe Botika (¿Dónde están mis amigos?) [4]»          | Roberto Iniesta                  | 3:57     |  |
| 4.  | «Necesito droga y amor (Los camellos no me fían) [4]» | Roberto Iniesta                  | 3:47     |  |
| 5.  | «Extremaydura (mal imprimido como "Tu corazón") [3]»  | Roberto Iniesta                  | 3:25     |  |
| 6.  | «Tu corazón (mal imprimido como "Extremaydura") [4]»  | Roberto Iniesta                  | 4:52     |  |
| 7.  | «La canción de los oficios [4]»                       | Roberto Iniesta                  | 3:19     |  |
| 8.  | «Sucede [2]»                                          | Roberto Iniesta                  | 3:05     |  |
| 9.  | «Sol de invierno [4][5]»                              | Roberto Iniesta                  | 4:33     |  |
| 10. | «El día de la bestia [1]»                             | Roberto Iniesta                  | 4:45     |  |
| 11. | «Golfa [1]»                                           | Roberto Iniesta / Iñaki Antón    | 5:43     |  |
| 12. | «La vereda de la puerta de atrás [1]»                 | Roberto Iniesta / Iñaki Antón    | 4:03     |  |
| 13. | «So payaso [1]»                                       | Roberto Iniesta                  | 4:35     |  |
| 14. | «A fuego [1]»                                         | Roberto Iniesta / Iñaki Antón    | 5:25     |  |
| 15. | «Ama, ama, ama y ensancha el alma [4][5]»             | Roberto Iniesta / Manolo Chinato | 2:47     |  |

- 1  Pistas originales.
- 2  Adición de coros y percusiones, y remezclada.
- 3  Sustitución de guitarras y bajo, adición de percusiones y remezclada.
- 4  Regrabadas por completo.
- 5  Voces de Belén y María de las pistas originales.

### Créditos
Extremoduro
- Roberto "Robe" Iniesta – Voz y guitarra
- Iñaki "Uoho" Antón – Guitarra, órgano, bajo en Extremaydura, coros y producción
- Miguel Colino – Bajo
- José Ignacio Cantera – Batería

Personal adicional
- Olga Román – Coros en Ama, ama, ama y ensancha el alma
- Sara Íñiguez – Coros en Tu corazón, No me calientes que me hundo, Pepe Botika, Sol de invierno y Sucede
- Gino Pavone – Percusión en Jesucristo García, Extremaydura, No me calientes que me hundo y Sucede
- Alex Sardui – Coros en Jesucristo García
- Fito Cabrales – Coros en Jesucristo García, Necesito drogas y amor y Tu corazón voz en "Golfa"
- Merche – Coros en Tu corazón
- Rosendo Mercado – Voz y punteos en La canción de los oficios
- Dieguillo Garay – Bajo en Pepe Botika, Necesito drogas y amor y Tu corazón
- Manolo Chinato – Voz en Ama, ama, ama y ensancha el alma

## Grandes éxitos y fracasos (Episodio segundo)
Este álbum recopilatorio venía a completar la primera parte lanzada unos meses antes. Al igual que su predecesor, las canciones están remasterizadas y/o regrabadas total o parcialmente. Se publicó el 15 de noviembre de 2004 al mismo tiempo que se lanzó la caja recopilatoria Grandes éxitos y fracasos.

### Lista de canciones
| N.º | Título                           | Escritor(es)                  | Duración |  |
| 1.  | «Papel secante»                  | Roberto Iniesta               | 4:55     |  |
| 2.  | «Amor castúo»                    | Roberto Iniesta               | 3:26     |  |
| 3.  | «Decidí»                         | Roberto Iniesta               | 2:32     |  |
| 4.  | «Quemando tus recuerdos»         | Roberto Iniesta               | 5:31     |  |
| 5.  | «El duende del parque»           | Roberto Iniesta               | 4:16     |  |
| 6.  | «Deltoya [2]»                    | Roberto Iniesta               | 5:31     |  |
| 7.  | «Bribribliblí»                   | Roberto Iniesta               | 3:19     |  |
| 8.  | «Bulerías de la sangre caliente» | Roberto Iniesta               | 3:37     |  |
| 9.  | «De acero [1]»                   | Roberto Iniesta               | 3:42     |  |
| 10. | «Historias prohibidas»           | Roberto Iniesta               | 2:23     |  |
| 11. | «Estado policial [4]»            | Roberto Iniesta               | 3:55     |  |
| 12. | «Arrebato»                       | Roberto Iniesta               | 3:41     |  |
| 13. | «Salir [6]»                      | Roberto Iniesta / Iñaki Antón | 5:24     |  |
| 14. | «Volando solo [3]»               | Roberto Iniesta               | 3:31     |  |
| 15. | «Buscando una luna [5]»          | Roberto Iniesta               | 4:11     |  |
| 16. | «Prometeo [5]»                   | Roberto Iniesta               | 3:31     |  |
| 17. | «Puta»                           | Roberto Iniesta / Iñaki Antón | 5:22     |  |
| 18. | «Standby»                        | Roberto Iniesta / Iñaki Antón | 3:36     |  |

- 1  Intro por Robe grabada en 1992.
- 2  Solo de la intro por Salo grabado en 1992.
- 3  Pista original de 1992 excepto por el bajo.
- 4  "Maderos y movida final" grabada en 1992 por Robe y Luis Von Fanta.
- 5  Grabado en los estudios BOX en 1995.
- 6  Grabada en 1998, mezclada en La Casa de Iñaki en 2004.

### Créditos
Extremoduro
- Roberto "Robe" Iniesta – Voz, guitarra y coros
- Iñaki "Uoho" Antón – Guitarra, órgano, teclados, efectos y coros
- Miguel Colino – Bajo
- José Ignacio Cantera – Batería

Personal adicional
- Sara Íñiguez – Coros
- José Alberto Batiz – Guitarra
- Gino Pavone – Percusión
- Olga Román – Coros
- Félix Landa – Coros
- Fito Cabrales – Coros
- Alex Sardui – Coros

## Caja recopilatoria
Tras el éxito de los dos episodios, el grupo decide editar un box set que contiene los dos episodios, el DVD de la Gira 2002 (que incluye los cinco videoclips del grupo) y un tercer CD titulado Canciones sin voz, que incluye 20 temas del recopilatorio en versión instrumental (sin la línea vocal principal, dejando sólo la instrumentación y los coros). Fue lanzado el 15 de noviembre de 2004.

## Canciones sin voz
Canciones sin voz es un disco del grupo Extremoduro que se incluyó con la caja recopilatoria Grandes éxitos y fracasos. Consta de 20 temas del recopilatorio a las que se les ha quitado la voz principal.

### Lista de canciones
1. Presentación
2. No me calientes, que me hundo
3. Jesucristo García
4. Pepe Botika
5. Necesito droga y amor
6. Tu corazón
7. Sol de invierno
8. La vereda de la puerta de atrás
9. A fuego
10. Ama, ama, ama y ensancha el alma
11. Papel secante
12. Amor castúo
13. Decidí
14. Quemando tus recuerdos
15. Bribribliblí
16. De acero
17. Historias prohibidas
18. Salir
19. Puta
20. Standby